# EMC7
EMC7 (англ. ER membrane protein complex subunit 7) – білок, який кодується однойменним геном, розташованим у людей на 15-й хромосомі. Довжина поліпептидного ланцюга білка становить 242 амінокислот, а молекулярна маса — 26 471.
| 10         |  | 20         |  | 30         |  | 40         |  | 50         |
| ---------- |  | ---------- |  | ---------- |  | ---------- |  | ---------- |
| MAAALWGFFP |  | VLLLLLLSGD |  | VQSSEVPGAA |  | AEGSGGSGVG |  | IGDRFKIEGR |
| AVVPGVKPQD |  | WISAARVLVD |  | GEEHVGFLKT |  | DGSFVVHDIP |  | SGSYVVEVVS |
| PAYRFDPVRV |  | DITSKGKMRA |  | RYVNYIKTSE |  | VVRLPYPLQM |  | KSSGPPSYFI |
| KRESWGWTDF |  | LMNPMVMMMV |  | LPLLIFVLLP |  | KVVNTSDPDM |  | RREMEQSMNM |
| LNSNHELPDV |  | SEFMTRLFSS |  | KSSGKSSSGS |  | SKTGKSGAGK |  | RR         |

A: Аланін

D: Аспарагінова кислота

E: Глутамінова кислота

F: Фенілаланін

G: Гліцин

H: Гістидин

I: Ізолейцин

K: Лізин

L: Лейцин

M: Метіонін

N: Аспарагін

P: Пролін

Q: Глутамін

R: Аргінін

S: Серин

T: Треонін

V: Валін

W: Триптофан

Локалізований у мембрані.